# Kamp Vosseveld
Kamp Vosseveld was tijdens de Tweede Wereldoorlog een kamp van de Nederlandse Arbeidsdienst (NAD) aan de Kloetenseweg in Winterswijk. Het kamp is door de Duitse bezetter ook gebruikt om jongeren in een nationaalsocialistische opvoeding te geven. Zonder deze halfjarige opleiding kon men geen student worden of een openbare betrekking krijgen.

## Geschiedenis

### Collaborateurs
Na de Tankslag in het Woold werd Winterswijk bevrijd. Het arbeidskamp stond leeg en werd binnen een week gereed gemaakt om de gearresteerde NSB'ers en andere collaborateurs op te sluiten. 
Het kamp viel formeel onder het Directoraat voor de Bijzondere Rechtspleging en kreeg de officiële naam Bewarings- en Interneringskamp Vosseveld.
Kampcommandant van mei 1945 tot eind 1945 was J.E. van den Berg. Hij werd opgevolgd door P.J. de Wolf.
Tot eind 1945 zaten in kamp Vosseveld alleen mannelijke gevangenen. De vrouwen kwamen direct na de bevrijding in kamp De Leeszaal in Winterswijk terecht.
De gevangenen werden ingezet voor het vervullen van sociale taken, en moesten onder leiding van bewakers van de Binnenlandse Strijdkrachten, iedere dag marcherend naar de textielfabrieken, of ze werden ingezet voor het herstellen van de schade die door de oorlog aangebracht was. In de fabrieken werden de vrouwen ingeschakeld in het productieproces. Aan het eind  van de werkdag werden de gevangenen weer naar het kamp afgemarcheerd.
Binnen het kamp waren een ziekenboeg, schoenmakerij en een fietsenmaker aanwezig. Buiten het kamp moesten de gedetineerden bij de oogst of bij het herstel aan de spoorwegen werkzaamheden uitvoeren. In juni 1945 werd de leiding overgenomen door het Militair Gezag.

### Moluks woonoord
In 1959 werd het kamp ingericht als woonoord voor Molukkers. Er waren ongeveer 800 Molukkers, waarvan ruim 145 kinderen op het kamp. Oud bewoner Theo Tetelepta: Vosseveld stond landelijk bekend als een model-woonwijk. Het leven was er een paradijs vergeleken met de echte kampen. Voor onze begrippen waren de woningen ruim. We kregen een eigen keuken en toilet. Met zo'n groot gezin was het wel passen en meten. Met z'n drieën sliepen we overdwars in een tweepersoons bed. En in een strenge winter sleepten we alle matrassen naar de woonkamer om het nog een beetje warm te hebben. Maar als kind besefte je dat niet. Je wist niet beter. In 1969 moesten de laatste Molukse gezinnen kamp Vosseveld verlaten. Verspreid over heel Winterswijk wonen nu nog zo'n vierhonderd Molukkers, de meesten in Hakkelerkamp-oost, waar ook de eigen Immanuëlkerk staat.
Almere · Beugelen · Kamp De Bruine Enk · Dobbendal · Eerde · Heitraksgoor · Hilvarenbeek · Hooghalen · Havelte · Kloosterhaar · Nuis · Overbroek · De Pieterberg · De Rips · Ronde Huis · Schoonloo · De Vecht · Vledder · Vosseveld · Waterloo (Lisiduna) · Wierden I · Wyldemerk